# The Killer Inside (Manga)
The Killer Inside (jap. 親愛なる僕へ殺意をこめて Shin'ai naru Boku e Satsui wo komete) ist eine Manga-Serie von Autor Hajime Inoryū und Zeichner Shōta Itō, die von 2018 bis 2020 in Japan erschien. Der Horrorthriller wurde in mehrere Sprachen übersetzt, unter anderem ins Deutsche.

## Inhalt
Als Student ist Eiji Urashima unauffällig. Er wünscht sich nichts sehnlicher, als endlich eine Freundin zu haben, da er noch immer Jungfrau ist. Doch er verbirgt auch ein Geheimnis: Sein Vater war der Serienmörder Makoto Hachinoi, der für seine Grausamkeit berüchtigt war. Eines Tages wacht Eiji neben dem Mädchen Kyoka Yukimura auf, die behauptet seine Freundin zu sein. Er weiß nicht, wie es dazu kam, und die Erinnerungen an die drei Tage zuvor hat Eiji verloren. Den Erzählungen seiner Freunde nach ist er gewalttätig geworden und hat Kyoka vor einem Schläger beschützt. Wie er bald mitbekommt, haben seine Freunde und auch Fremde von seinem Geheimnis erfahren und gehen nun auf Abstand. Nur Kyoka hält zu ihm. Doch dann wird eine Leiche gefunden. Die Tat ähnelt denen von Eijis Vater, der sich nach seiner Enttarnung das Leben genommen hat. Zugleich werden die Gedächtnislücken von Eiji immer häufiger.

## Veröffentlichung
Die Serie erschien zunächst von 2018 bis 2020 im Magazin Young Magazine des Verlags Kodansha. Dieser brachte die Kapitel auch gesammelt in elf Bänden heraus. Eine deutsche Übersetzung der Serie erschien von August 2021 bis Oktober 2023 bei Carlsen Manga mit allen elf Bänden. Der amerikanische Ableger von Kodansha bringt eine englische Übersetzung heraus. Die Serie wurde als Fernsehdrama umgesetzt und vom 5. Oktober 2022 bis 30. November 2022 ausgestrahlt.